# Чорнау-Шидель

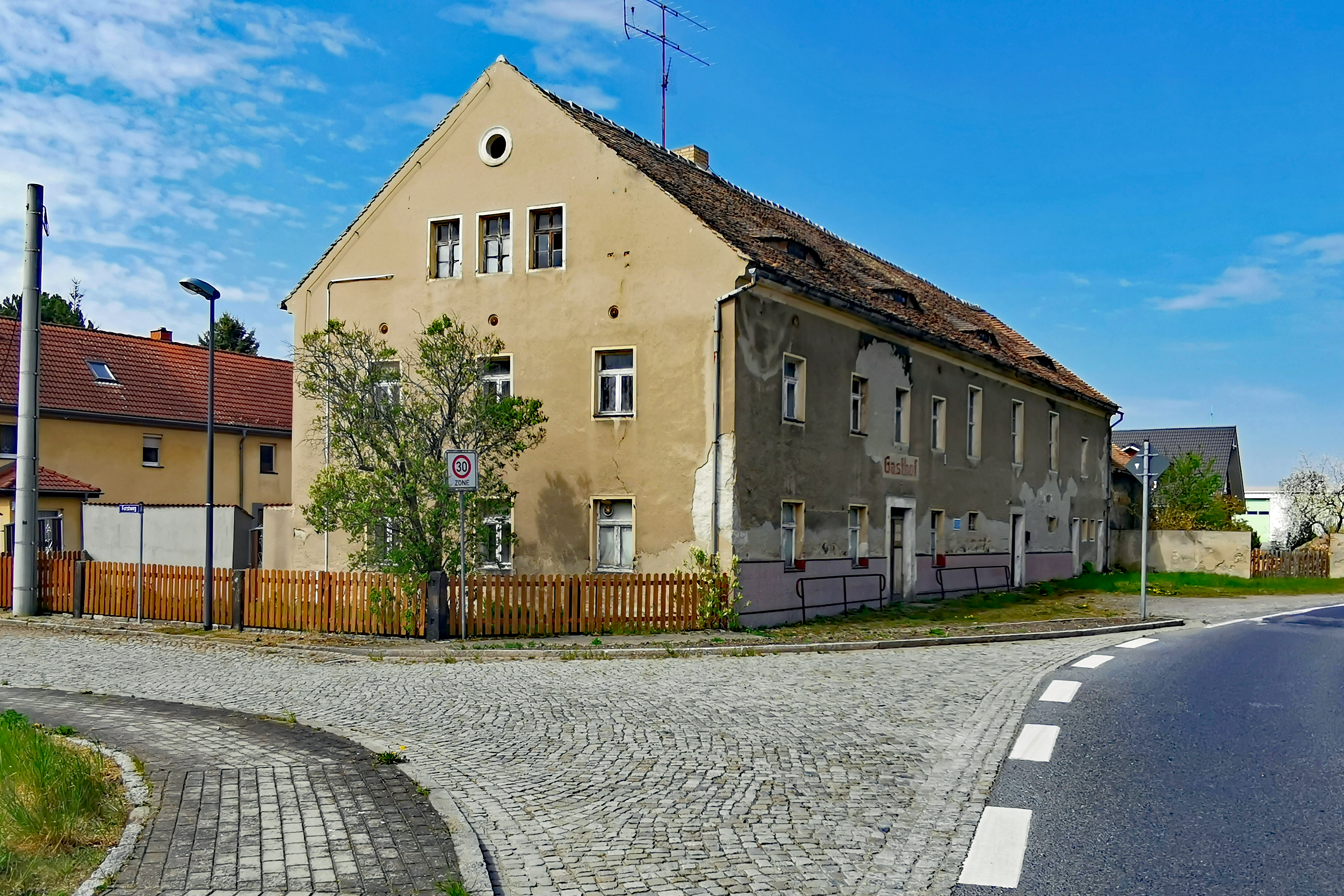
Чорнау

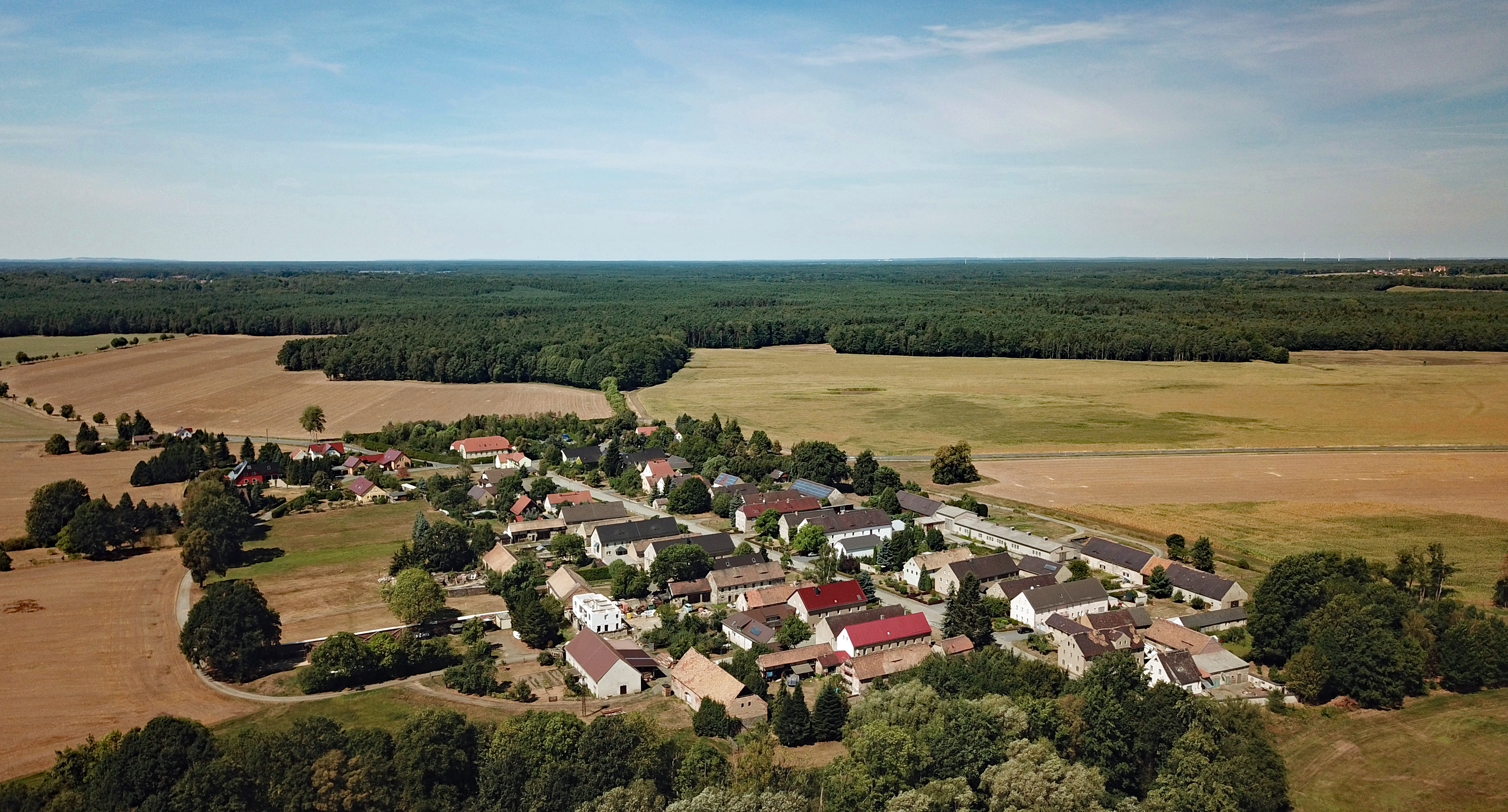
Шидель

Чо́рнау-Ши́дель (нем. Zschornau-Schiedel; серболужицкое наименование — Чо́рнов-Кши́дол в.-луж.  Čornow-Křidoł) — сельская община в городских границах Каменца, район Баутцен, федеральная земля Саксония, Германия. Состоит из двух населённых пунктов Чорнау (Чорнов) и Шидель (Кшидол).

## География
Чорнау находится северо-восточнее Каменца на автомобильной дороге S95, примыкающей к аэропорту Каменца. Шидель располагается северо-восточнее Чорнау на этой же автомобильной дороге.
Восточнее населённых пунктов находится озеро Дойчбазелицер-Гростайх (нем. Deutschbaselitzer Großteich, Немскопазличанское большое озеро, в.-луж. Nĕmskopazličanski wulki hat), за которым расположен обширный лесной массив, простирающийся до деревни Шмерлиц (Смерджаца) коммуны Ральбиц-Розенталь и на западе — лесной массив с холмами Тойфельсберг (Teufelsberg) и Охсенберг (Ochsenberg). На северо-западе от Шиделя находится биосферный заповедник «Пруды Била-Вайсиг».
Соседние населённые пункты: на северо-востоке — деревня Мильштрих (Йитро) коммуны Ослинг и на юго-востоке — деревня Дойчбазелиц (Немске-Пазлицы, в городских границах Каменца).

## История
Чорнау впервые упоминается в 1225 году под наименованием «Tschorne» и Шидель в 1225 году под наименованием «Schildowe».
1 июля 1965 года была образована община Чорнау — Шидель, которая до 2008 года входила в района Каменц. В 1999 году после территориально-административных реформ вошла в городские границы Каменца.
Численность жителей общины на 1990 год составляла 327 человек.